# Mouzon, Charente
Mouzon är en kommun i departementet Charente i regionen Nouvelle-Aquitaine i västra Frankrike. Kommunen ligger  i kantonen Montembœuf som ligger i arrondissementet Confolens. År 2022 hade Mouzon 140 invånare.

## Befolkningsutveckling
Antalet invånare i kommunen Mouzon
Referens:INSEE